# Welton (Northamptonshire)
Welton is een civil parish in het bestuurlijke gebied Daventry (district), in het Engelse graafschap Northamptonshire met 608 inwoners.